# Vodní nádrž Souš
Souš je přehradní nádrž se sypanou hrází na řece Černá Desná. Spadá pod správu Povodí Labe, státní podnik, se sídlem v Hradci Králové. Provoz na vodním díle zajišťuje závod Jablonec nad Nisou.

## Využití

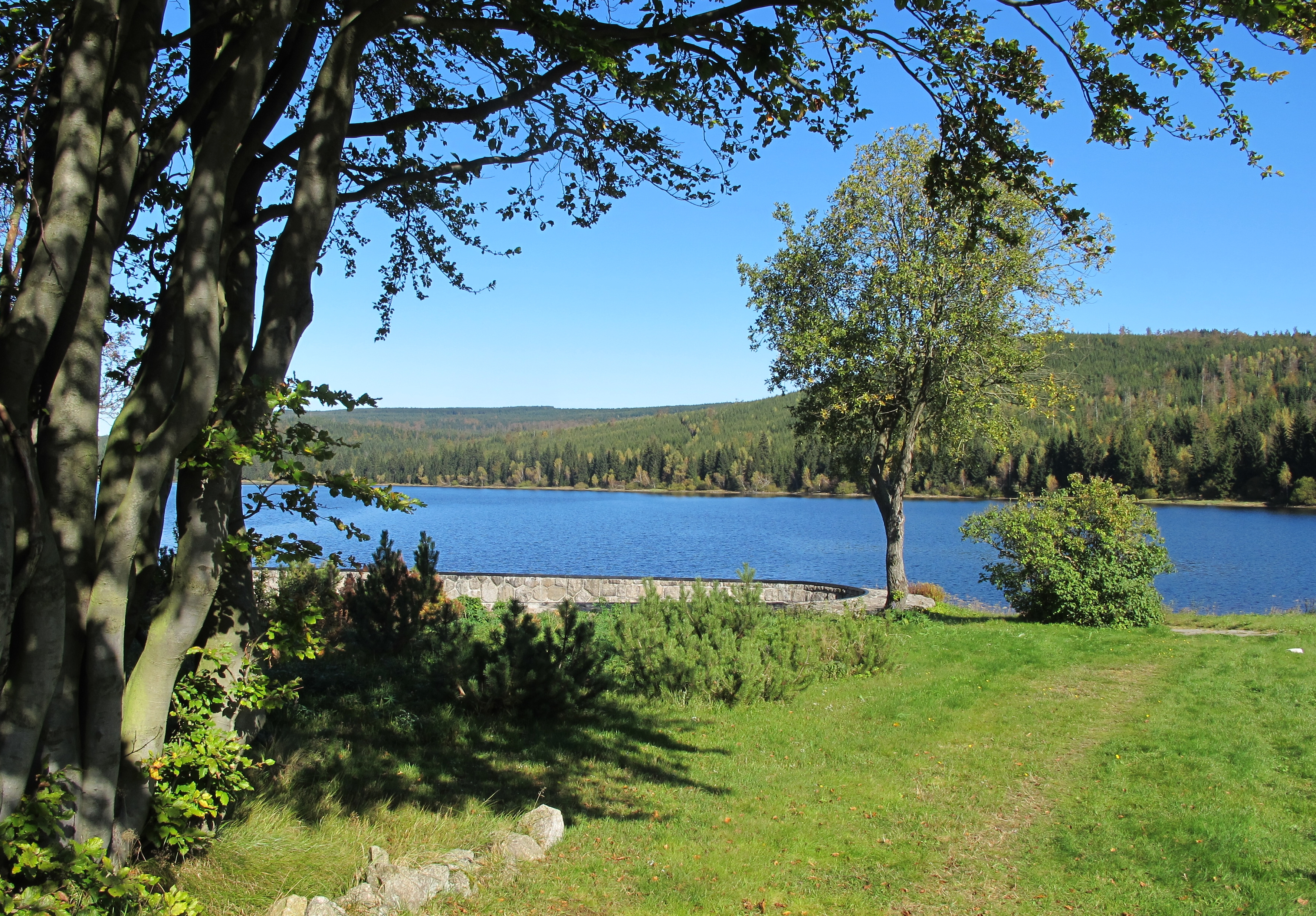
Vodní nádrž - zdroj pitné vody

Účelem vodního díla je akumulace vody k zajištění odběru surové vody pro oblastní vodovod v průměrném množství 320 l/s, zmírnění velkých vod, částečná ochrana území ležícího pod nádrží před velkými vodami, zajištění trvalého zůstatkového průtoku v korytě toku pod nádrží, energetické využití a účelové rybí hospodářství.

## Historie

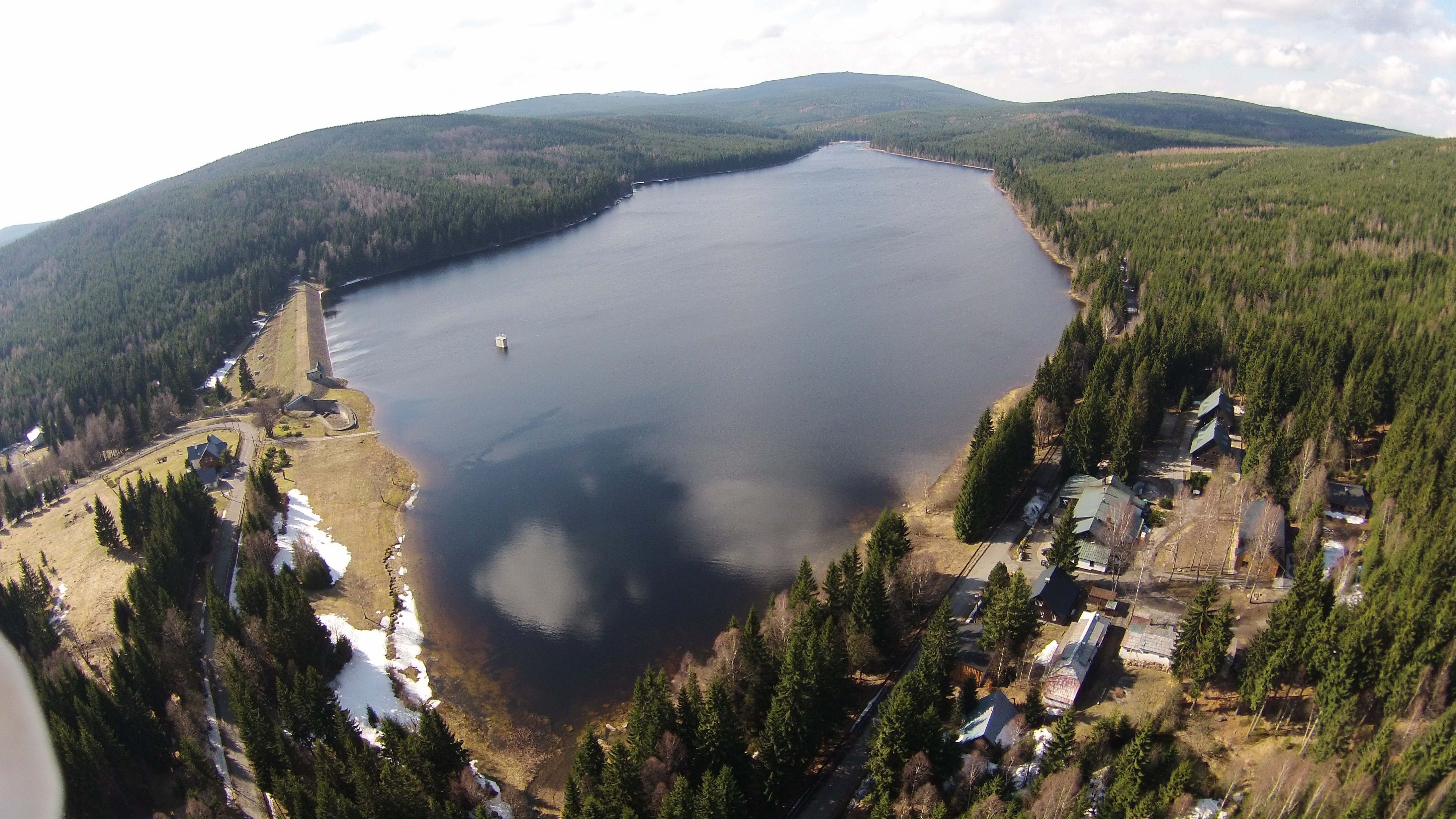
Přehradní nádrž Souš ze vzduchu

První snahy o vybudování údolních nádrží v povodí Јizery se datují od povodně v roce 1897. Vodní dílo Souš na Černé Desné v říčním kilometru 7,250 bylo vybudováno v letech 1911–1915. Na zpracování projektu se podílel univerzitní profesor Ing. Otto Intze. V září 1916 došlo na nedaleké Bílé Desné k protržení přehrady, kdy průlomová vlna způsobila značné materiální škody a vyžádala si i lidské životy. Tato katastrofa měla vliv na další využití a funkci přehrady Souš a byla podnětem k její rekonstrukci provedené v letech 1924–1927, která spočívala především v zesílení a navýšení hráze a ve zřízení drenážního systému. Druhá rekonstrukce proběhla v letech 1971–1974 a jejím cílem bylo využití vodní nádrže k vodárenským účelům. Po vybudování vzdouvacího jízku a odběrného objektu na Bílé Desné je část průtoku převáděna z Bílé Desné do nádrže Souš původní štolou z roku 1915.
Mezi lety 1973 až 1982 na ní ve funkci hrázného působil Pavel Ševčík.

## Hráz

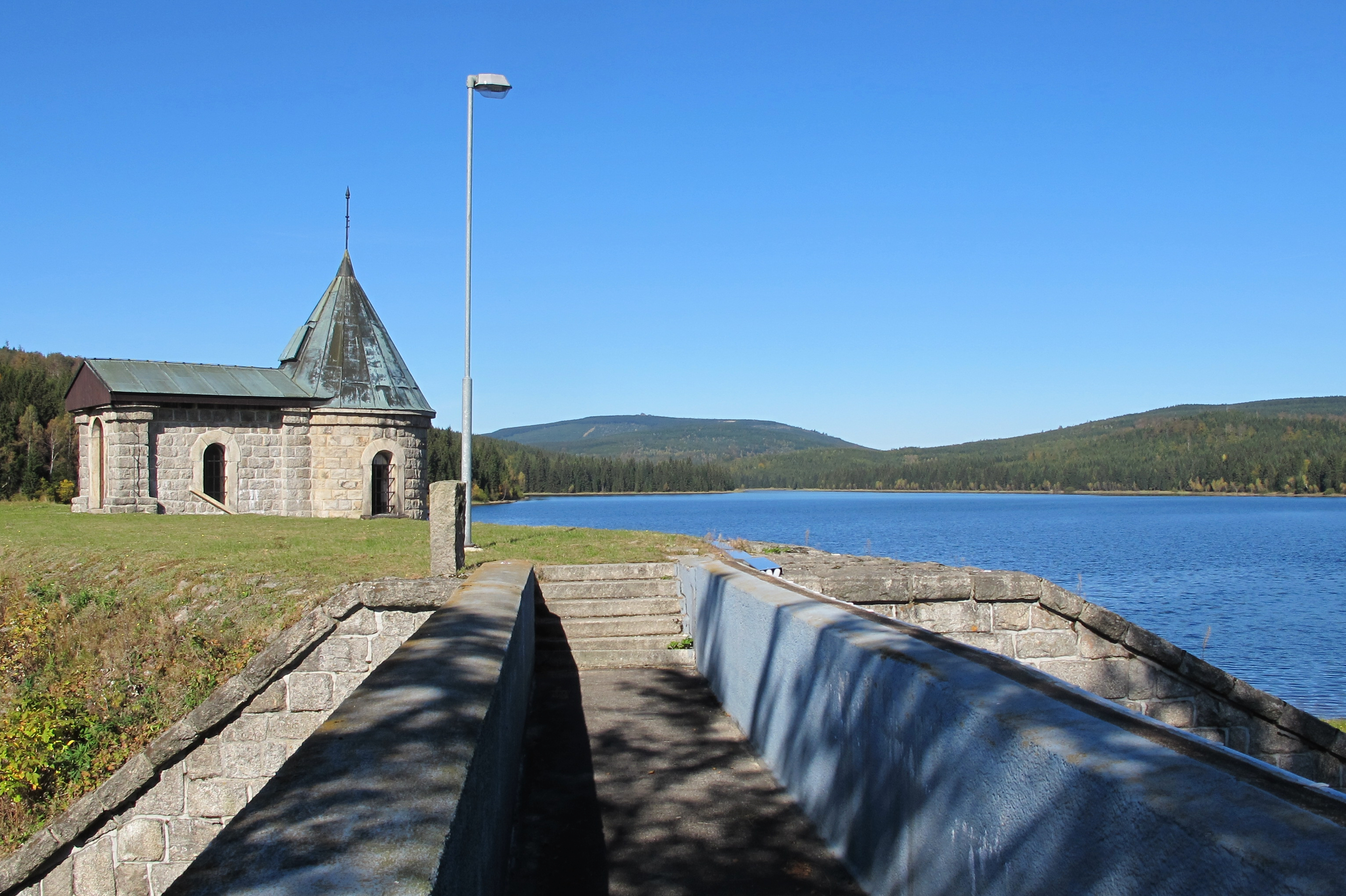
Hráz vodní nádrže Souš (podzim 2011)

Přehradní hráz je přímá, zemní, sypaná z hlinitých písků s drobným štěrkem a jílovou návodní těsnicí vrstvou tloušťky 3–5 m. Podloží je utěsněno na návodní straně ochrannou betonovou zdí do hloubky 8 m pod základovou spáru až na zvětralou žulu. Pod základem zdi v pravém boku hráze je provedena injekční clona. Návodní svah je opevněn dlažbou o síle 0,4 m uloženou do podkladního betonu tloušťky 0,6 m.
K převádění vody slouží dvě spodní výpusti o průměru 1 m a délce 16,75 m. Každá výpust je opatřena dvěma klínovými šoupátky a regulačním segmentovým uzávěrem, ovládaným z domku hrázného nebo z manipulační věže. V dolní strojovně je na odbočce spodní výpusti umístěna malá vodní elektrárna o hltnosti 150 l/s a výkonu 22 kW. Boční nehrazený přeliv na levé straně hráze, délky 66,5 m, slouží k převádění velkých vod, které jsou odváděny kaskádovým korytem o osmi stupních do vývaru v podhrází.
K odběru vody pro vodárenské účely slouží věžový objekt umístěný v nádrži, odkud je voda odváděna trubním přivaděčem o délce 395 m k úpravně vody. Upravená voda slouží k zásobování Jablonce nad Nisou a Tanvaldu pitnou vodou.